# Francia ai Giochi della XXIII Olimpiade
La Francia partecipò ai Giochi della XXIII Olimpiade, svoltisi a Los Angeles, Stati Uniti, dal 28 luglio al 12 agosto 1984, con una delegazione di 238 atleti impegnati in ventuno discipline.

## Medaglie
| Medaglia | Nome                 | Disciplina | Evento            |
| -------- | -------------------- | ---------- | ----------------- |
| Oro      | Jean-François Lamour | Scherma    | Sciabola maschile |

## Risultati

### Pallacanestro
- Uomini

| Atleta | Classifica |
| --- | ---------- |
| V · D · M Nazionale francese - Pallacanestro ai Giochi della XXIII Olimpiade - Torneo maschile 4 G. Beugnot · 5 Sénégal · 6 Dacoury · 7 Monclar · 8 Szanyiel · 9 Ostrowski · 10 Deganis · 11 Dubuisson · 12 Cham · 13 Kaba · 14 É. Beugnot · 15 Vestris · All. Jean Luent | 11°        |
| Nazionale francese - Pallacanestro ai Giochi della XXIII Olimpiade - Torneo maschile |            |
| 4 G. Beugnot · 5 Sénégal · 6 Dacoury · 7 Monclar · 8 Szanyiel · 9 Ostrowski · 10 Deganis · 11 Dubuisson · 12 Cham · 13 Kaba · 14 É. Beugnot · 15 Vestris · All. Jean Luent                                                                                                |            |